# Sallen
Sallen – miejscowość i gmina we Francji, w regionie Normandia, w departamencie Calvados.
Według danych na rok 1990 gminę zamieszkiwało 240 osób, a gęstość zaludnienia wynosiła 21 osób/km² (wśród 1815 gmin Dolnej Normandii Sallen plasuje się na 650. miejscu pod względem liczby ludności, natomiast pod względem powierzchni na miejscu 423.).